# Oldrup
Oldrup er en mindre by i Hundslund Sogn, der hører til Odder Kommune og ligger i Region Midtjylland. Byen havde trinbræt på den nu nedlagte Horsens-Odder Jernbane (1904-1967). På den nedlagte bane er der i dag natursti fra Hundslund til Åkær.